# حوش أبو ذراع
حوش أبو ذراع: أحد احواش المدينة المنورة القديمة، والتي ازيلت اثر توسعة الحرم النبوي، ويقع في أعلى شارع باب العنبرية من جهة الغرب ، وله باب واحد يصله بشارع باب العنبرية.